# ケルソネソス・タウリケの古代都市とその農業領域

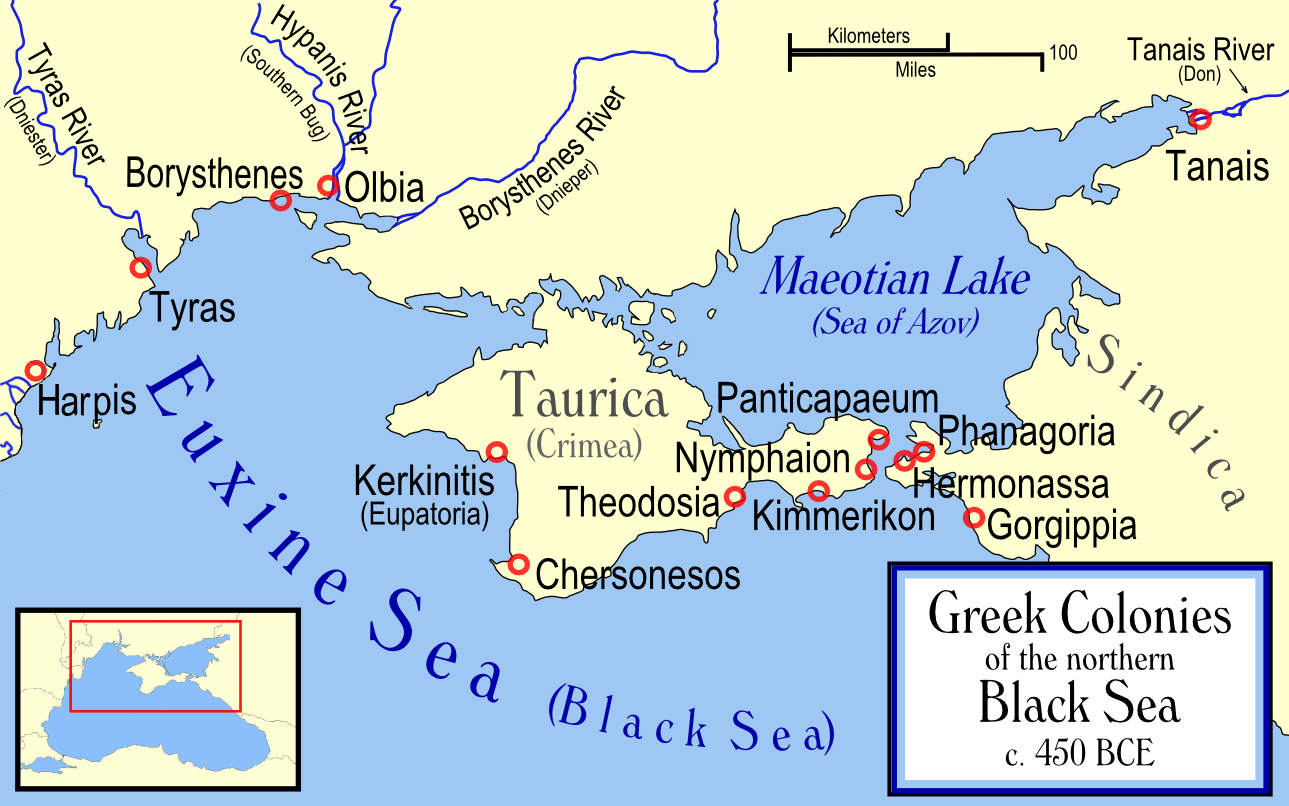
紀元前5世紀における黒海北部のギリシア植民都市

ケルソネソス・タウリケの古代都市とその農業領域（ケルソネソス・タウリケのこだいとしとそののうぎょうりょういき）は、ウクライナのクリミア半島セヴァストポリ近郊（2014年以降はロシアが実効支配）に残る古代都市遺跡と周辺の農業遺跡を対象とするUNESCOの世界遺産リスト登録物件である。「ウクライナのポンペイ」とも呼ばれ、かつてウクライナの紙幣の図案にも採用されたケルソネソスの考古遺跡は、黒海周辺に植民した古代ギリシアのポリスと、それを支えた農業領域の姿を伝えている点などが評価され、2013年の第37回世界遺産委員会で登録された。

## 歴史
ケルソネソス・タウリケ (Chersonēsos Taurikē)は、クリミア半島の古称「タウリカ半島」のことであるとともに、その中心都市の名前にもなっていた。現在のセヴァストポリ近郊に存在していた中心都市は、単にケルソネソス（ヘルソネソス）とも呼ばれる（以下、都市についてはケルソネソスと表記）。
ケルソネソスの歴史は、ドーリア人系の植民都市ヘラクレイアがその地に進出し、植民都市を建設した紀元前5世紀後半に始まる。ボスポロス王国が勢力を伸ばす中、紀元前4世紀に入ったころに農業基盤を整え始めたケルソネソスは、世紀半ば以降、北西クリミア地域へとその農業領域を拡大し、ボスポロスとともにクリミアを二分する勢力へと成長した。ケルソネソスは交易上の重要な中継地点であり、ロシアの河川や北方の森林からの収穫物も含めた農林水産物や塩、コハクなどと、地中海世界の手工業製品とを交換していたことが、都市の繁栄を支えていた。そして紀元前3世紀は農業生産の最盛期でもあったと見なされており、それはケルソネソスの最盛期とも重なっている。しかし、その時期にはギリシアとスキタイの戦争が長期化しており、これが交易にも悪影響を及ぼしたことで、ケルソネソスの繁栄に翳りが見られるようになった。他方で、ケルソネソスはその後も一定の自治を保つことには成功している。4世紀以降にキリスト教が伝わると、ケルソネソスはそれを受け入れた。
東ローマ帝国に編入されてからはケルソン（ヘルソン）の名前で史料に登場するが、そこではむしろ辺境の流刑地として言及が見られる。655年にケルソンへ追放されたローマ教皇マルティヌス1世、695年に失脚し、一度はケルソンに追放された皇帝ユスティニアノス2世などが、その例である。8世紀のケルソンは、宗主権を主張していた東ローマとハザールのいずれかに形式的に属していたと考えられているが、実質的な自治は保たれていたのではないかとされている。
9世紀には東ローマ帝国のテマ（軍管区・行政区）が置かれ、東ローマの前哨基地として機能した。また、そのころコンスタンティノポリス総主教庁に属する主教区がケルソンに置かれており、北方へのキリスト教布教の拠点ともなっていた。この時期から10世紀にかけては周辺諸国との通商や外交の面でも重要な役割を担っていたが、10世紀末にウラジーミル1世の侵攻を受けて大きな被害を受けた。さらに12世紀末以降にはイタリア商人の進出がケルソンの通商上の地位を下げ、ジョチ・ウルスをはじめとする遊牧民たちの攻撃にさらされ、15世紀ころには最終的に放棄された。
考古学的調査が行われるようになったのは19世紀半ば以降のことで、「ウクライナのポンペイ」の異名をとっている。

## 登録経緯
この物件が世界遺産の暫定リストに登録されたのは、ウクライナがまだソビエト社会主義共和国連邦に含まれていた1989年9月13日のことであり、かつての暫定リスト記載名は「ケルソネソスの古代都市の遺跡群、紀元前4世紀 - 12世紀」(Ruins of Ancient City of Khersoness, 4th B.C.-12th century) であった。
この物件は「ケルソネソス・タウリケの古代都市とその農業領域（紀元前5世紀 - 14世紀）」(The ancient city of Tauric Chersonese and its chora (5th century BC - 14th century AD)) の名前で、2011年1月30日に正式に推薦された。これに対して世界文化遺産の諮問機関である国際記念物遺跡会議 (ICOMOS) は、現地調査（2012年9月27日 - 10月1日）を踏まえて、「登録」の勧告を出したが、構成資産の基幹的なストーリーから外れているヴィノグラドニイ岬の遺跡は除くべきとの意見がついた。
この勧告を踏まえて、2013年の第37回世界遺産委員会で審議が行われた。ヴィノグラドニイ岬の除外は覆らなかったものの、世界遺産リストへの正式登録が認められた。この物件は文化的景観に分類されているが、ウクライナの世界遺産の中でその分類に属する物件の登録は初めてである。
なお、ウクライナはポーランドと共同推薦していた「ポーランドとウクライナのカルパティア地方の木造教会群」の登録も果たし、この年の世界遺産委員会で世界遺産を2件増やした。

### 登録名
登録に際し、推薦国の同意の上で、推薦名の末尾に付いていた時期区分が削られたため、世界遺産としての正式登録名は、Ancient City of Tauric Chersonese and its Chora （英語）、Cité antique de Chersonèse Taurique et sa chôra （フランス語）である。その日本語訳は資料によって以下のような違いがある。
- 古代都市「タウリカのヘルソネソス」とそのホーラ - 日本ユネスコ協会連盟[22]
- タウリカ半島の古代都市とチョーラ - 世界遺産アカデミー[23]
- タウリカ・ケルソネソスの古代都市とそのホラ - 古田陽久・古田真美[17]
- タウリカ（クリミア）半島の古代都市ケルソネソスと矩形農地群 - 谷治正孝[24]
- タウリカの古代都市ケルソネソスとその領土 - 正井泰夫[25]
- クリミア半島の古代都市とチョラ - 成美堂出版編集部[26]

## 構成資産

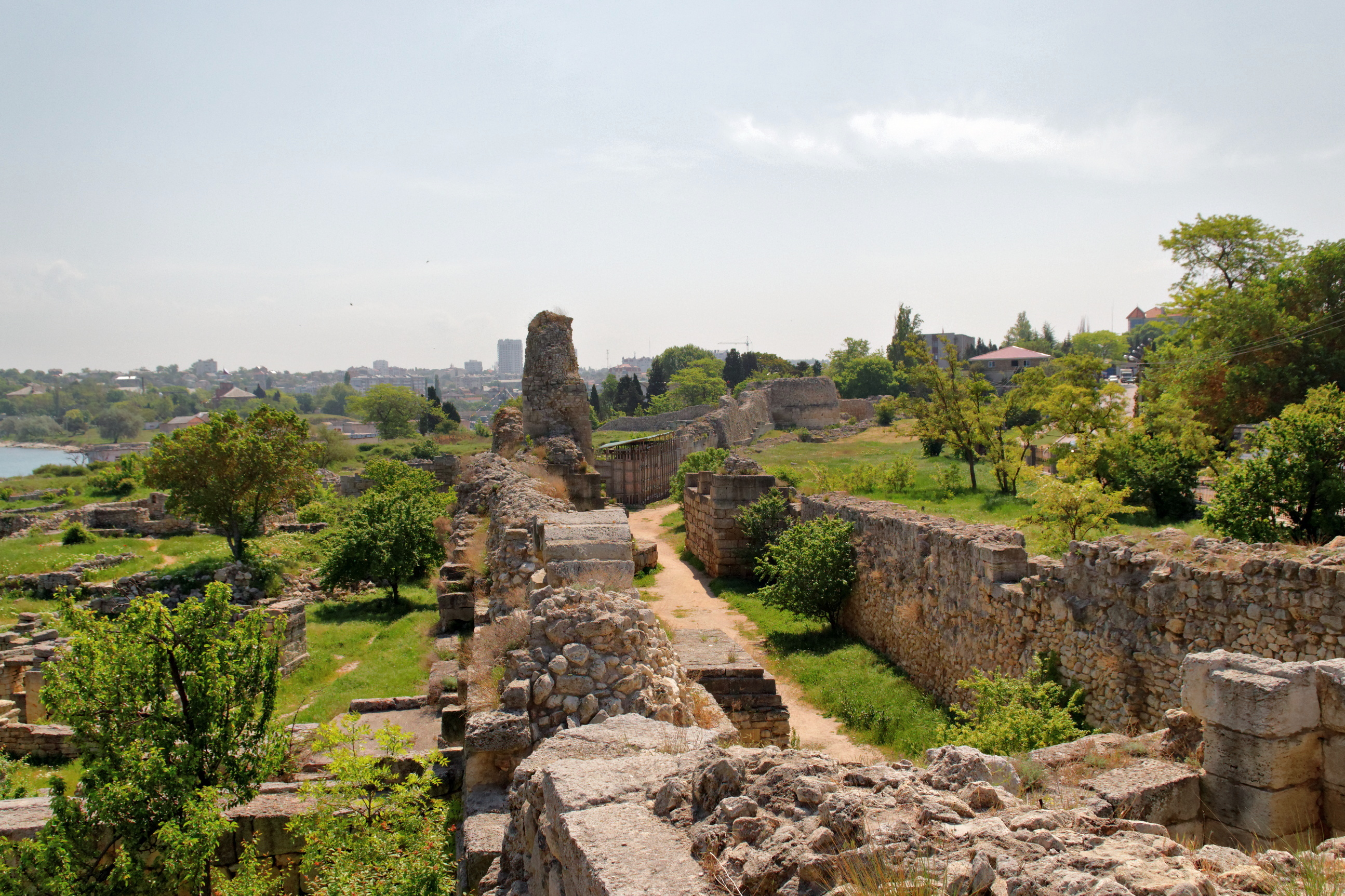
古代の城壁

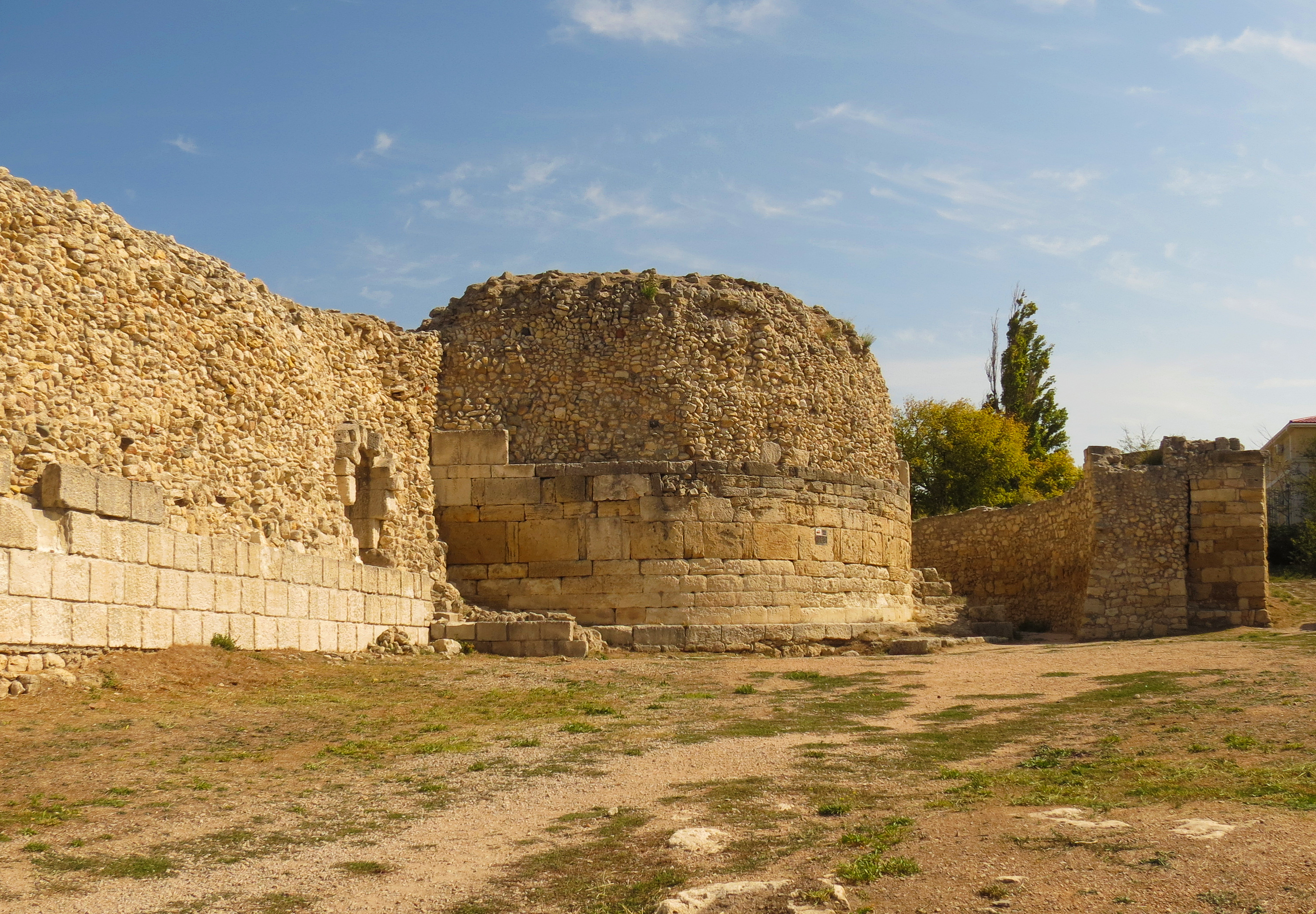
ゼノンの塔

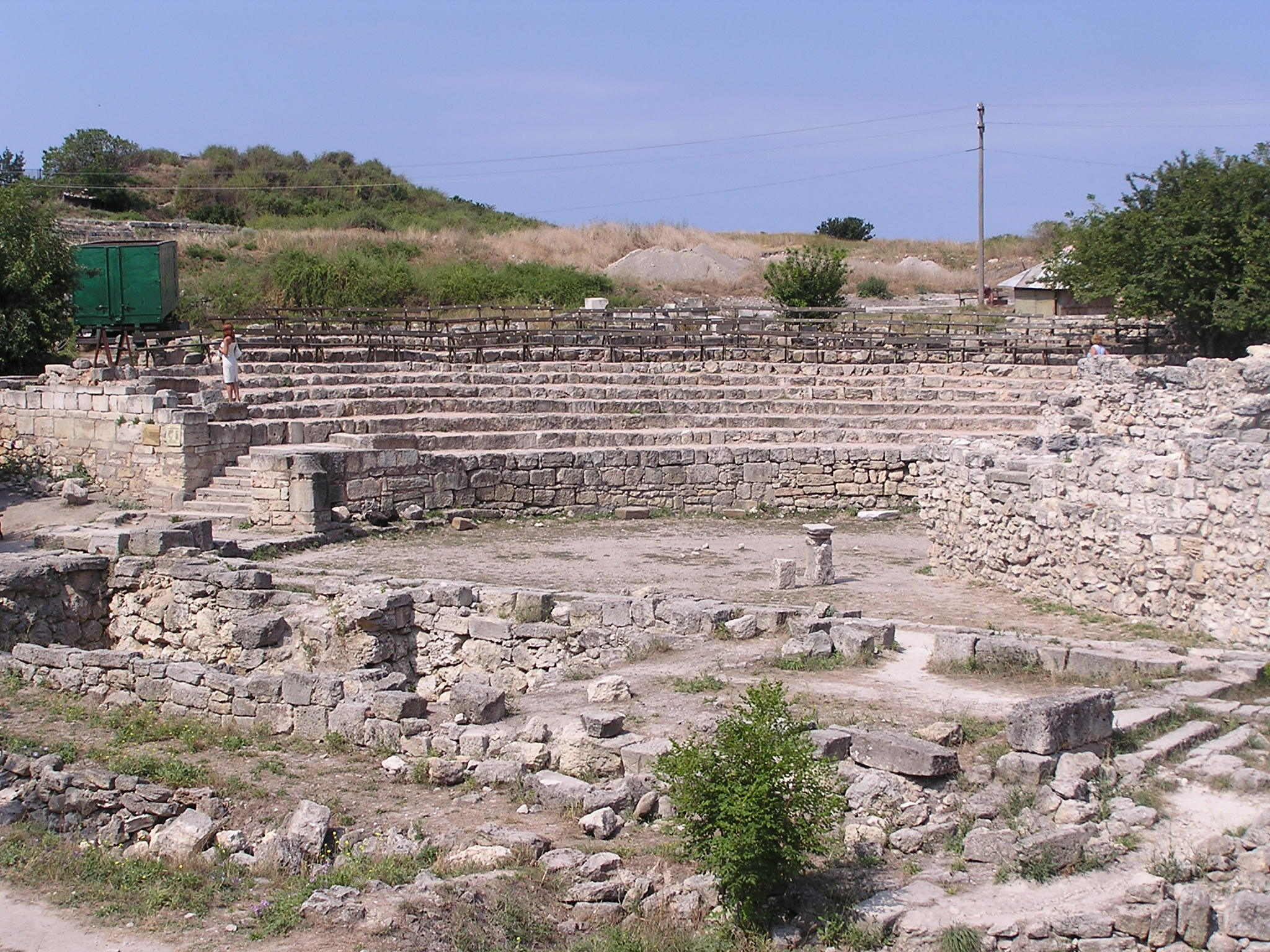
古代劇場

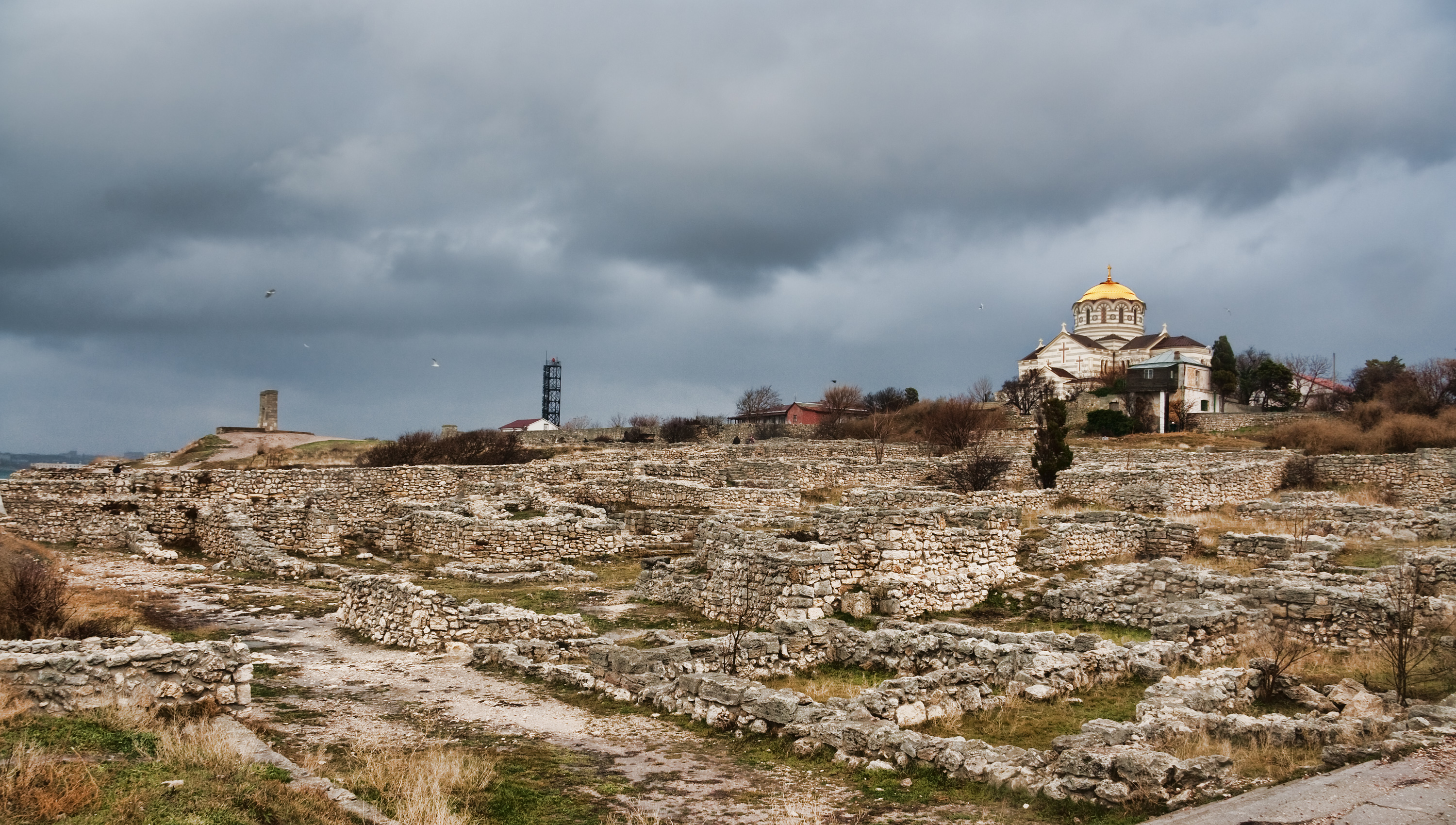
聖ヴォロディームィル大聖堂（右奥）と都市遺跡

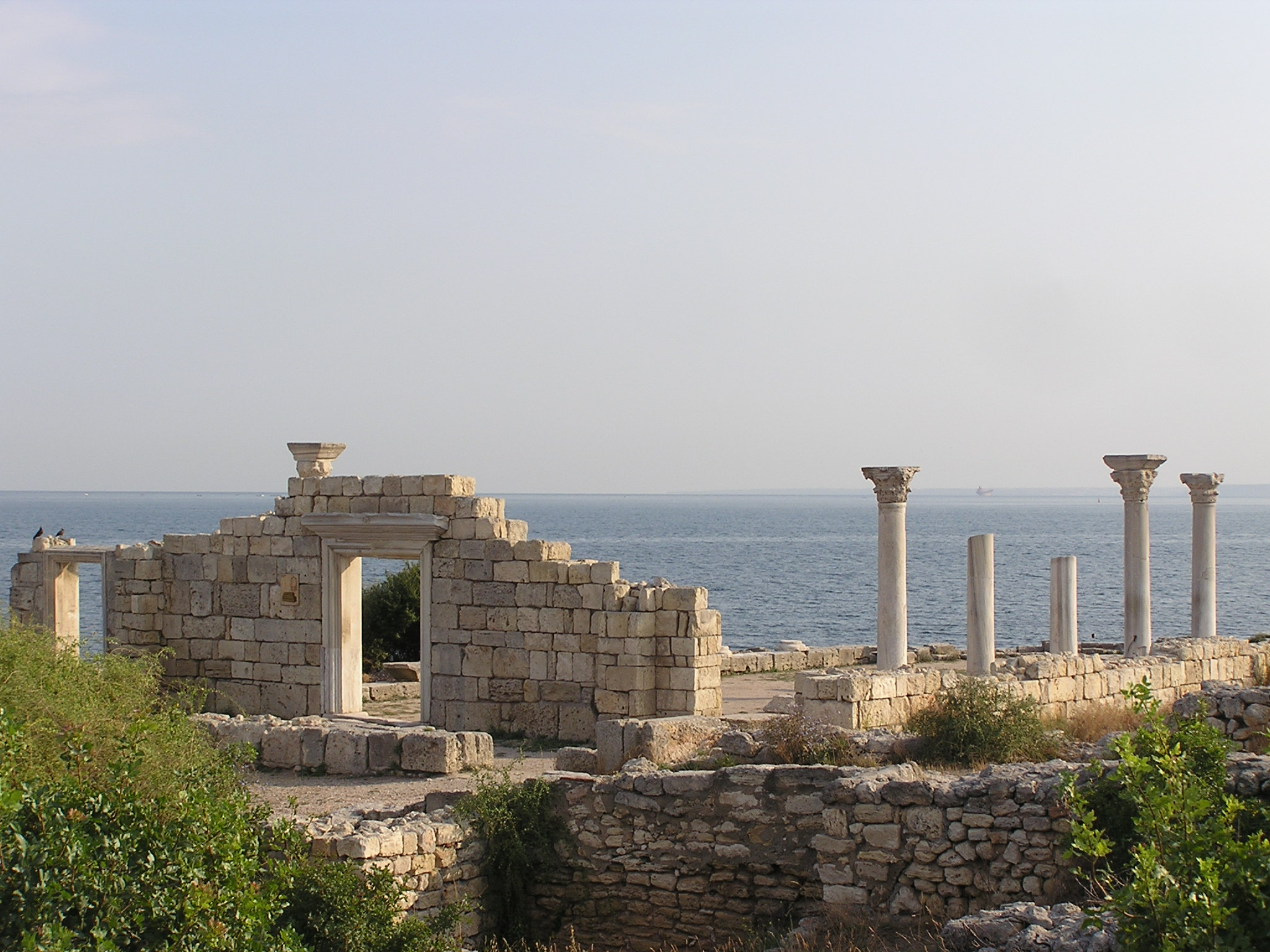
1935年のバシリカ

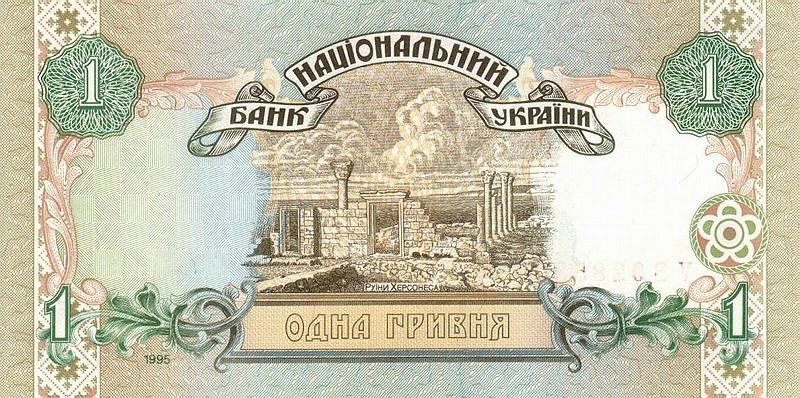
1935年のバシリカが採用されていた旧1フリヴニャ紙幣

世界遺産の構成資産は8件に分類されているが、うち7件は農業領域の遺構である。
古代ギリシアの植民都市の世界遺産ということでいえば、キュレネの考古遺跡（リビアの世界遺産、1982年登録）、ブトリント（アルバニアの世界遺産、1999年登録）などが既にあるし、ギリシア植民都市で商業上も重要だった拠点としては古代都市ネセバル（ブルガリアの世界遺産、1983年登録）がある。また、古代ギリシア以来の農業景観を良好に保存している場所としては、スタリー・グラード平原（クロアチアの世界遺産、2008年登録）が存在している。しかし、交易上の拠点だった古代ギリシアの植民都市そのものの遺跡が良好に残り、なおかつ周辺の農業領域との結びつきが伝わっている考古学的景観を備えているという点において、ケルソネソス・タウリケは世界遺産としての顕著な普遍的価値が認められた。

### 古代都市
世界遺産に登録されている古代都市は、クリミア半島南西部に突き出たヘラクレイア半島の、カランティンナ湾とペソチナヤ湾付近に位置していた。都市に残存する遺構の中で重視されているのが街路であり、プラテイアを含め、紀元前4世紀に遡る碁盤目状に直交する様子が伝わっている。この街路の残る市街地を囲んでいたのが市壁で、最古のものは紀元前5世紀に遡る。市壁は市の拡大に伴い、紀元前4世紀から前3世紀にかけて拡大されたが、保存状態は場所によってかなり異なり、黒海の海水面上昇や浸食の影響で、北部はほとんど残っていない。他方で、南東部の状態は良く、市壁に付随していた見張り塔のうちで最も大きな通称「ゼノンの塔」が残るのも南東部である。ゼノンの塔は紀元前3世紀に遡る塔で、5世紀から6世紀にかけてや、9世紀から10世紀にかけて改築された。
一般の居住地域には都市の建設当初のものから東ローマ帝国時代に至るまで、様々な時代の住居が出土しており、ワイン醸造業者の住居なども見られる。また、調査からは水利施設の変遷も読み取られており、当初は雨水を利用していた給水が、古代ローマ帝国時代に泉から取水する様式に変わったことが分かっている。
古代ギリシア植民都市時代に遡る公共建築の中では、劇場が重要なものと見なされている。これは紀元前3世紀に建てられ、収容人数を増やすために1世紀に増築されたものである。ケルソネソスがキリスト教を受容した後に使われなくなり、廃棄物置き場や石切り場扱いされるようになっていたが、それでもオルケストラやプロスケニウムなどを伴う古い劇場の姿が伝わっている。
発掘調査の結果、古代ギリシア植民都市時代のアゴラ周辺には、アテナ、アフロディテ、ディオニュソスといった神々の神殿が建てられていたことが明らかになっているが、それらはキリスト教化に伴い廃れてしまった。アゴラがあったと推測されている場所には、19世紀に聖ヴォロディームィル大聖堂が建てられている。
ケルソネソスでは、東ローマ帝国時代のキリスト教建造物群も多く見つかっている。6世紀に建てられ、10世紀から11世紀に再建された通称「クルーゼのバシリカ」(Kruze's Basilica) は、初期に発掘された建物のひとつである。6世紀に建てられ、10世紀に改築された通称「ウヴァロフのバシリカ」(Uvarov's Basilica) は、その洗礼堂でキエフ大公のウラジーミル1世が洗礼を受けたという話もある聖堂である。シナゴーグがあった場所に6世紀に建てられた通称「1935年のバシリカ」(1935 Basilica) は海辺に残るその印象的な佇まいから、ケルソネソス遺跡の象徴と見なされている。

### 農業領域
世界遺産登録名のchora / chôra （コーラ、ホーラ）は、意味するところが複数あるが、この場合は都市国家を囲む農業領域の意味で使われている。
黒海北岸の古代ギリシア植民都市のうち、ケルソネソスはオルビア、パンティカパイオンとともに、三大ギリシア植民市と位置づけられるが、オルビアとパンティカパイオンが農産物を購入や搾取によって獲得していたのに対し、ケルソネソスだけが成立時からギリシア式農業を営んでいた。そして、ケルソネソスに残る多数のクレーロス（Klēros ; 割り当て地、持分地）の遺構は世界的にも希少なものであり、古代農業史研究にとって重要な資料と認識されてきた。
ヘラクレイア半島はタウリカ半島の南西に位置し、その西端にあるのがマヤーチヌイ半島である。ヘラクレイア半島には少なくとも128の要塞化された屋敷とそれに付随するクレーロスが残っている。屋敷は外塀と塔を備え、食糧貯蔵庫を持つ塔は攻囲戦にも対応できるようになっていた。こうした屋敷の成立は、論者によって若干のずれはあるものの、おおむね紀元前4世紀から前2世紀ごろとされており、タウロイなどの襲撃に備えたものと考えられている。クレーロスは幅4.5 - 6 mの道で区切られた長方形の畑で、各クレーロスは壁で仕切られていた。ヘラクレイア半島のクレーロスについては、そのカムイシェバヤ湾地区とクルウグラヤ湾地区の35例について詳細な調査が行われており、そのうち5例は畑の用途などまで詳細に分析されている。それらはおおむね紀元前3世紀から前2世紀に使用されていた屋敷を伴うクレーロスで、概要を示すと以下の通りである。
| No | 面積 (ha) | 畑の数 | 穀物畑 (%) | ブドウ園 (%) | 果樹園 (%) | その他 (%) | 屋敷とその敷地 (%) |
| -- | --------- | ------ | ---------- | ------------ | ---------- | ---------- | ------------------ |
| 10 | 26.46     | 42     | 51.8       | 19.2         | 17.2       | 8.6        | 0.3                |
| 11 | 26.61     | 30     | 19.7       | 26.4         | 21.3       | 29         | 3.5                |
| 20 | 12.66     | 18     | 22.2       | 55.4         | 15.8       | 0.3        | 不明               |
| 25 | 30.5      | 39     | 36.5       | 44.0         | 13.7       | 3.0        | 0.7                |
| 26 | 約29      | 18     | 19.9       | 74.0         | 3.8        | ―          | 2.5                |

これらは標準的なもの、それより大規模なもの、小規模なものから抽出されており、全体の平均的な面積は26.5 ha 程度とされている。クレーロスの畑の配置には共通性が見られ、方位や土地の起伏を考慮して植えるものが決められていた。そうした計画性から、古代ケルソネソス農業の水準が高かったことが指摘されている。
上記の5つのクレーロス全体に占めるブドウ園の面積は44%を超える上、上記の穀物畑の比率は、分類上、過大に算出されている可能性が指摘されている。こうした調査を元に、ケルソネソスの農業の特色として、ブドウ園の比率の高さが指摘されている。ブドウはもともとギリシア人がこの地にもたらしたものであり、その比重が高まった背景としては、石灰岩が露出しがちな土壌や気候が穀物栽培よりもブドウ栽培に適していたことなどが指摘されている。ブドウ園はクレーロスの中でも南部に配置されるのが普通で、傾斜地などが利用された。ただし、ブドウ中心の耕作は西暦2世紀ごろまでに行われなくなり、牧畜や採石業へと、土地利用が転換した。
なお、ヘラクレイア半島の諸地域に比べて、マヤーチヌイ半島のクレーロスはずっと小規模で、平均すると4ヘクタールであった。このマヤーチヌイ半島も城壁で守られてはいたが、100軒ほどあったと推定されている屋敷は要塞化されておらず、かわりに住民の避難場所として広場が存在していた。

### 構成資産一覧
個別構成資産についての概要は以下の通りである。
| 登録ID   | 名称 | 登録面積 (ha) | 緩衝地域 (ha) |
| -------- | --- | ------------- | ------------- |
| 1411-001 | ケルソネソス・タウリケの古代都市 | 42.8106       | 207.22        |
| 1411-001 | Ancient city of Tauric Chersonese | 42.8106       | 207.22        |
| 1411-001 | 紀元前5世紀から15世紀までの都市遺跡で、前述のように直交する街路や様々な建築物の遺構が出土している。 |               |               |
| 1411-002 | ユカリナ峡谷の農業領域区画 | 150.6227      | 1235          |
| 1411-002 | Chora plot in the Yukharina Gully | 150.6227      | 1235          |
| 1411-002 | ヘラクレイア半島の中央部に残る農業領域で、人々の定住跡自体は紀元前2千年紀に遡る。クレーロスの区画は紀元前4世紀に遡り、ブドウ棚や仕切り壁などの遺構が残っている。 |               |               |
| 1411-003 | ベルマン峡谷の農業領域区画 | 19.5574       | 291.0916      |
| 1411-003 | Chora plot in Berman’s Gully | 19.5574       | 291.0916      |
| 1411-003 | ベルマン峡谷はヘラクレイア半島南部に位置し、石器時代・青銅器時代の集落跡から中世の防衛施設、水利施設など、様々な時代の遺構が残る。 |               |               |
| 1411-004 | ベズイミヤンナヤ高地の農業領域区画 | 17.2941       | 1116          |
| 1411-004 | Chora plot on the Bezymyannaya Height | 17.2941       | 1116          |
| 1411-004 | ベズイミヤンナヤ高地はヘラクレイア半島南東部に位置する。紀元前3世紀には築かれていたらしい防衛施設などが残るが、施設の一部はクリミア戦争や第二次世界大戦の際に壊されてしまった。半島内の最高地点の農業領域のため、遺構群だけでなく、周囲を一望できる景観も特筆される。 |               |               |
| 1411-005 | ストレレツカヤ峡谷の農業領域区画 | 15.2664       | -             |
| 1411-005 | Chora plot in the Streletskaya Gully | 15.2664       | -             |
| 1411-005 | ストレレツカヤ峡谷はヘラクレイア半島の中央部に位置し、ブドウ棚や防壁には、特に保存状態の良好なものが含まれている。 |               |               |
| 1411-006 | マヤーチヌイ半島地峡の農業領域区画 (1) | 5.0513        | 191.776       |
| 1411-006 | Chora plot on the isthmus of the Mayachny Peninsula - part I | 5.0513        | 191.776       |
| 1411-006 | マヤーチヌイ半島には、ストラボンによって言及されていたケルソネソスの施設と考えられている遺構などが残されている。 |               |               |
| 1411-007 | マヤーチヌイ半島地峡の農業領域区画 (2) | 8.5413        | -             |
| 1411-007 | Chora plot on the isthmus of the Mayachny Peninsula - part II | 8.5413        | -             |
| 1411-007 | 緩衝地域が示されていないが、ウクライナ当局が推薦した時点では、006から008までの構成資産は一まとめにされており、面積13.8240 ha、緩衝地域 191.7760 haとなっていた。 |               |               |
| 1411-008 | マヤーチヌイ半島地峡の農業領域区画 | 0.2314        | -             |
| 1411-008 | Chora plot on the isthmus of the Mayachny Peninsula | 0.2314        | -             |
| 1411-008 | 006および007の概要説明を参照。 |               |               |

推薦時点では、もう1件「ヴィノグラドニイ岬の農業領域区画」(Chora plot on Cape Vinogradny) が含まれていた。しかし、その価値は農業領域そのものよりも、中世の洞窟聖堂、地下聖堂、修道院などが中心であり、古代の都市国家と農業領域の景観を示すという観点からは世界遺産の顕著な普遍的価値の証明に寄与しないものと判断された。前述の通り、ヴィノグラドニイ岬は除外勧告が出され、世界遺産委員会の決議でもそれが踏襲されたため、世界遺産の登録対象には含まれなかった。

## 登録基準
この世界遺産は世界遺産登録基準のうち、以下の条件を満たし、登録された（以下の基準は世界遺産センター公表の登録基準からの翻訳、引用である）。
- (2) ある期間を通じてまたはある文化圏において、建築、技術、記念碑的芸術、都市計画、景観デザインの発展に関し、人類の価値の重要な交流を示すもの。
  - 世界遺産委員会はこの基準の適用理由を「ケルソネソス・タウリケはギリシア、ローマ帝国、東ローマ帝国の間で行われていた交易と、黒海北部の植民についての顕著な物証を示している。それらの文化が交流し、影響しあったことは数千年にわたる長期的なものであったが、そのポリスと農業領域は、そうした交流の中心地としての役割を保ち続けていた点で際立っている」[57]と説明した。なお、この適用理由は、ICOMOSが勧告時に示していたものをそのまま踏襲している[58]。

- (5) ある文化（または複数の文化）を代表する伝統的集落、あるいは陸上ないし海上利用の際立った例。もしくは特に不可逆的な変化の中で存続が危ぶまれている人と環境の関わりあいの際立った例。
  - 世界遺産委員会はこの基準の適用理由を「ケルソネソス・タウリケとその農業領域は、広大にして良好に保存された土地分割システムの農業景観の名残を示すものである。それらは、遺跡となっているポリスとかつては結びつき、400等分以上された分割地から成っていた。仕切り壁、防衛施設、農場、特徴的な格子状の配列の遺構群は、都市住民の生活様式を具体化し、のちに生産面で変化したとはいえ、農業の用途と景観の継続性を示している」[57]と説明した。こちらの適用理由も、ICOMOSの勧告をそのまま踏襲したものである[58]。

### 適用が見送られた登録基準
- (4) 人類の歴史上重要な時代を例証する建築様式、建築物群、技術の集積または景観の優れた例。
  - ウクライナ当局は古代ギリシア植民都市の都市計画が15世紀まで残存していた例として基準 (4) の適用を求めていたが、ICOMOSは、その都市計画の残存だけでは顕著な普遍的価値を認められないとして否定した[59]。

- (6) 顕著で普遍的な意義を有する出来事、現存する伝統、思想、信仰または芸術的、文学的作品と直接にまたは明白に関連するもの（この基準は他の基準と組み合わせて用いるのが望ましいと世界遺産委員会は考えている）。
  - ウクライナ当局は、一帯のキリスト教化など、中世における地域の重大事件にはケルソネソスが重要な役割を果たしていたとして、基準 (6) の適用を求めていたが、ICOMOSは対象となっている遺跡群が事件の例証となっていることの証明がなされていないことを指摘した。また、将来的にはむしろ神話時代における役割の面から、この基準を適用できる可能性があることを示唆したが、推薦時点ではその面の証明もなされていないことから、すぐには適用できないとした[59]。

## 保護

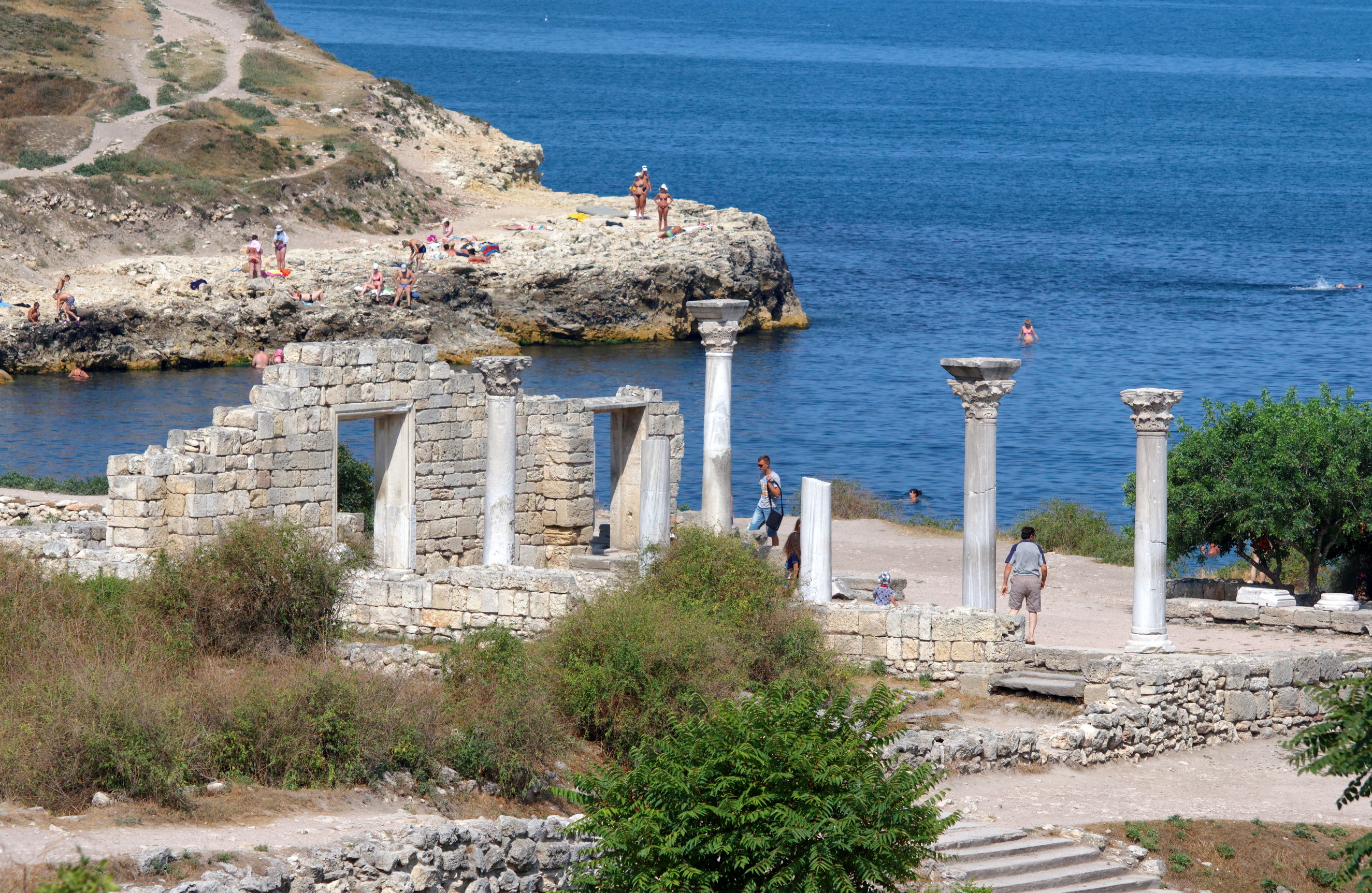
遺跡付近の海水浴客（画像奥）

世界遺産登録範囲はすべて国有物になっており、ウクライナ文化省の管轄下にあるが、実際の管理を委任されているのはケルソネソス・タウリカ国立保護機構 (Tauric Chersonese National Preserve) である。法制上は1999年に都市遺跡が国定史跡となり、2010年にユカリナ峡谷の農業領域も国定史跡となった。その他の構成資産を含む世界遺産登録地域全体は、ウクライナ国内の文化財保護法が適用されている。
都市遺跡については野外博物館として一般に公開されている。ごく一部のアナスタイローシスを除き、大規模な修復や保存は行われていない。また、海水浴場への通り道になってもいるが、こうした観光客などが保護に与える影響は限定的なものと見積もられている。
保護上の脅威のうち、自然的要因としては沿岸部での浸食作用に対する懸念が挙げられているほか、一部の構成資産については地すべりの危険性も指摘されている。人為的要因としては、セヴァストポリ郊外という立地上から都市開発の影響を被ることへの懸念が指摘されている。また、遺跡では農牧畜業が禁止されているにもかかわらず、適切な監視が行き届いていないことから、違法な農業や放牧が行われていることも指摘されている。
ウクライナ紛争により2023年現在はロシアの実効支配下にあり、ロシア政府は新200ルーブル札に当遺跡の図柄を採用するなどしてその支配をアピールしている。